# Noailhac (Tarn)
Pour les articles homonymes, voir Noailhac.
Noailhac est une commune française située dans le sud-est du département du Tarn, en région Occitanie. Sur le plan historique et culturel, la commune est dans le Castrais, un territoire essentiellement agricole, entre la rive droite de l'Agout au sud et son affluent, le Dadou, au nord.
Exposée à un climat océanique altéré, elle est drainée par la Durenque, la Durencuse et par divers autres petits cours d'eau. La commune possède un patrimoine naturel remarquable composé de trois zones naturelles d'intérêt écologique, faunistique et floristique.
Noailhac est une commune rurale qui compte 835 habitants en 2022.  Elle fait partie de l'aire d'attraction de Castres. Ses habitants sont appelés les Noailhacois ou  Noailhacoises.

## Géographie

### Localisation
Commune située dans l'aire urbaine de Castres, à 8,5 kilomètres à l'est de Castres.

### Communes limitrophes
Les communes limitrophes sont  Boissezon, Castres, Payrin-Augmontel, Pont-de-Larn, Saint-Salvy-de-la-Balme et Valdurenque.
Noailhac est limitrophe de six autres communes.
| Castres     | Saint-Salvy-de-la-Balme |              |
| Valdurenque | Noailhac                | Boissezon    |
|             | Payrin-Augmontel        | Pont-de-Larn |

### Voies de communication et transports
La ligne de transport à la demande 106 du réseau urbain Libellus assure la desserte de la commune, en la reliant à Valdurenque (permettant des correspondances avec les lignes régulières vers Castres) et à Boissezon.

### Hydrographie
La commune est dans le bassin de la Garonne, au sein du bassin hydrographique Adour-Garonne. Elle est drainée par la Durenque, la Durencuse, un bras de la Durenque, le ruisseau de Balazou, le ruisseau de Ganoubre, le ruisseau de la Blazié, le ruisseau de la Mengararié, le ruisseau de la Vergnole, le ruisseau de Puech du Fau, le ruisseau de Puech-Pitou, le ruisseau des Pradailles, le ruisseau du Chien et par divers petits cours d'eau, qui constituent un réseau hydrographique de 36 km de longueur totale,.
La Durenque, d'une longueur totale de 31,5 km, prend sa source dans la commune du Bez et s'écoule d'est en ouest. Elle traverse la commune et se jette dans l'Agout à Castres, après avoir traversé 8 communes.

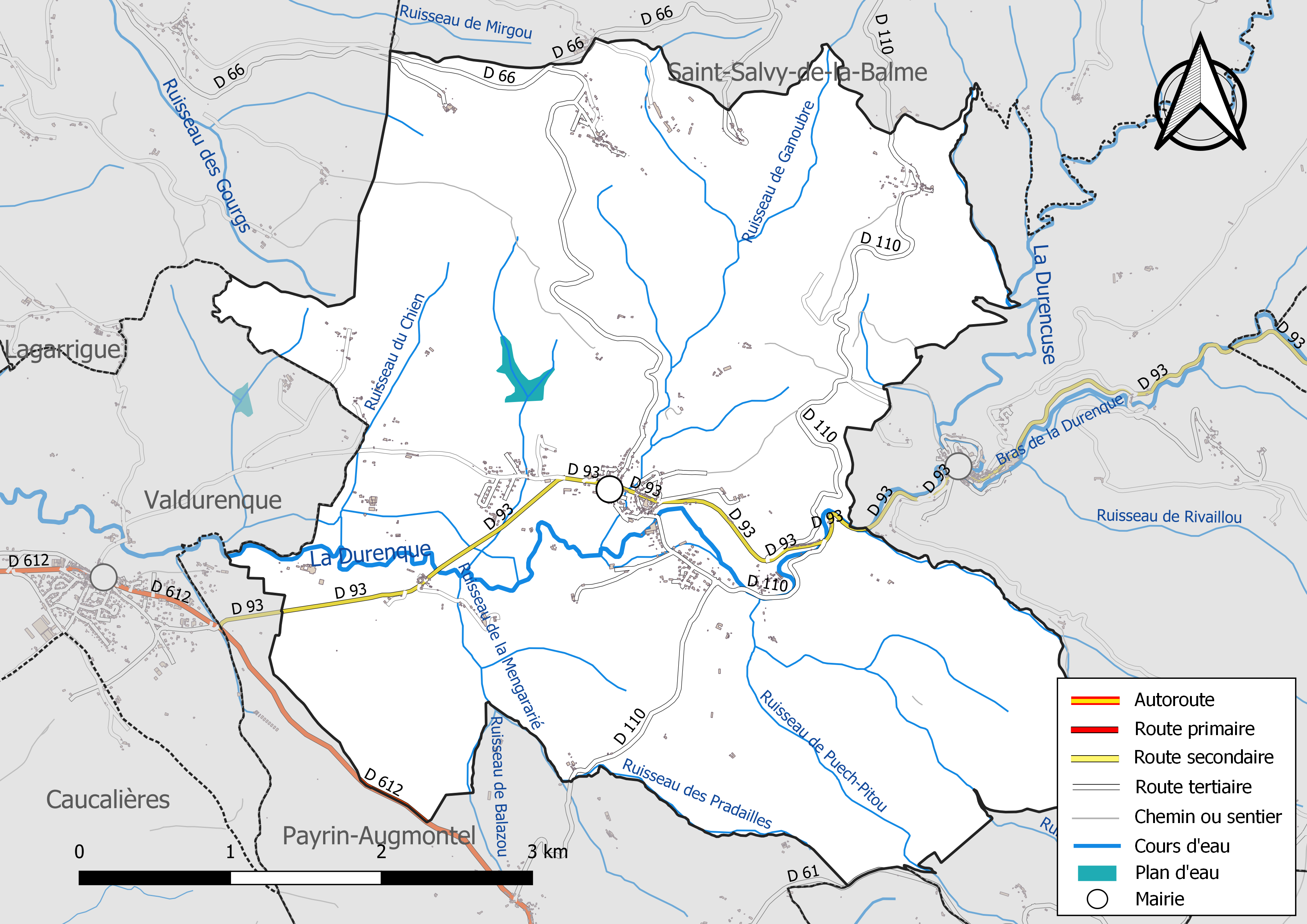
Réseaux hydrographique et routier de Noailhac.

La Durencuse, d'une longueur totale de 17,7 km, prend sa source dans la commune du Bez et s'écoule d'est en ouest. Elle traverse la commune et se jette dans la Durenque à Boissezon, après avoir traversé 5 communes.

### Climat
Pour des articles plus généraux, voir Climat de l'Occitanie et Climat du Tarn.
En 2010, le climat de la commune est de type climat méditerranéen altéré, selon une étude du Centre national de la recherche scientifique s'appuyant sur une série de données couvrant la période 1971-2000. En 2020, Météo-France publie une typologie des climats de la France métropolitaine dans laquelle la commune est exposée à un climat océanique altéré et est dans la région climatique Aquitaine, Gascogne, caractérisée par une pluviométrie abondante au printemps, modérée en automne, un faible ensoleillement au printemps, un été chaud (19,5 °C), des vents faibles, des brouillards fréquents en automne et en hiver et des orages fréquents en été (15 à 20 jours).
Pour la période 1971-2000, la température annuelle moyenne est de 13,2 °C, avec une amplitude thermique annuelle de 15,6 °C. Le cumul annuel moyen de précipitations est de 960 mm, avec 9,5 jours de précipitations en janvier et 5,6 jours en juillet. Pour la période 1991-2020, la température moyenne annuelle observée sur la station météorologique de Météo-France la plus proche, « Mazamet », sur la commune de Mazamet à 9 km à vol d'oiseau, est de 11,4 °C et le cumul annuel moyen de précipitations est de 1 179,1 mm. 
La température maximale relevée sur cette station est de 37,8 °C, atteinte le 26 août 2010 ; la température minimale est de −21,5 °C, atteinte le 16 janvier 1985,,.
Les paramètres climatiques de la commune ont été estimés pour le milieu du siècle (2041-2070) selon différents scénarios d'émission de gaz à effet de serre à partir des nouvelles projections climatiques de référence DRIAS-2020. Ils sont consultables sur un site dédié publié par Météo-France en novembre 2022.

### Milieux naturels et biodiversité

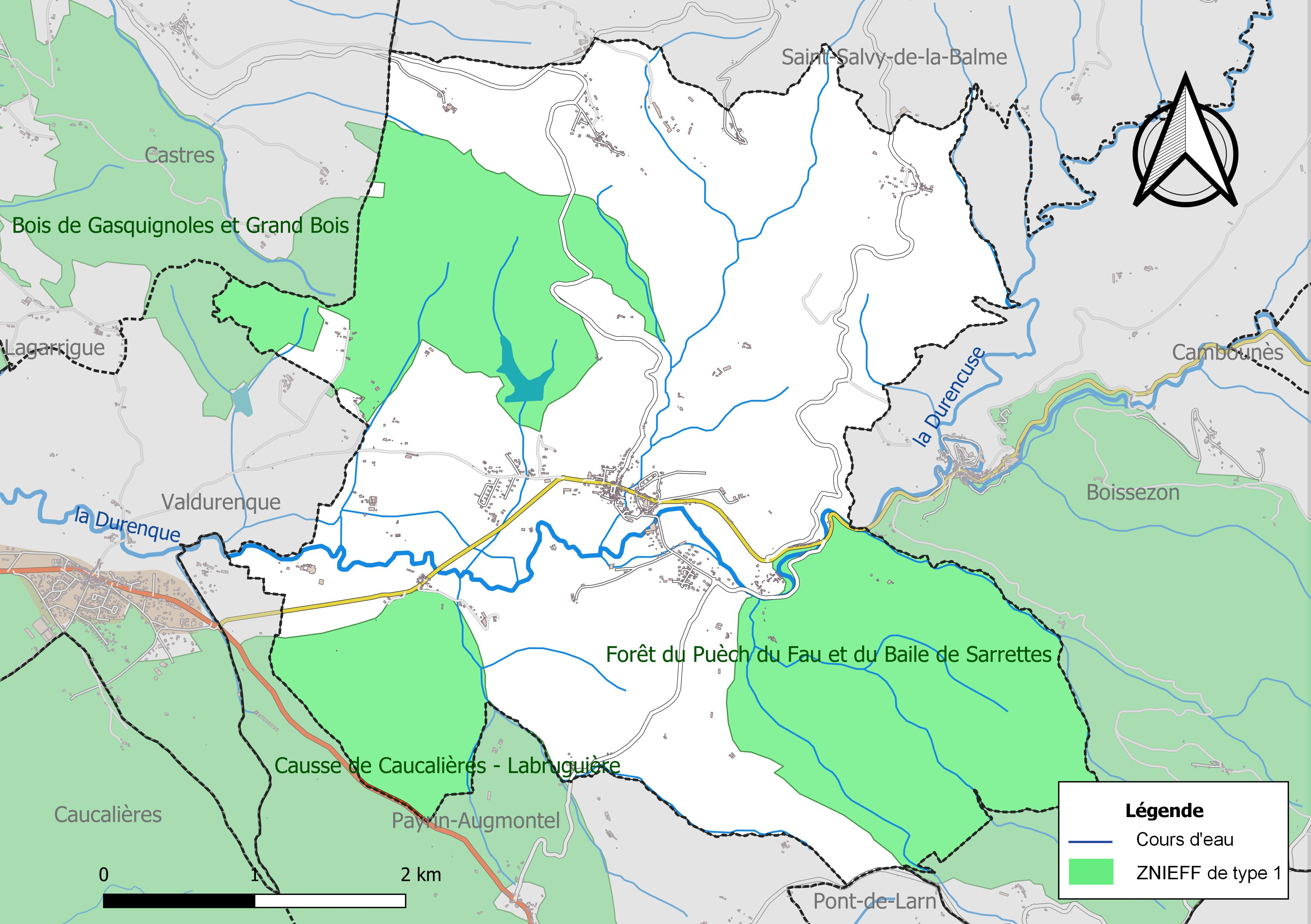
Carte des ZNIEFF de type 1 localisées sur la commune.

L’inventaire des zones naturelles d'intérêt écologique, faunistique et floristique (ZNIEFF) a pour objectif de réaliser une couverture des zones les plus intéressantes sur le plan écologique, essentiellement dans la perspective d’améliorer la connaissance du patrimoine naturel national et de fournir aux différents décideurs un outil d’aide à la prise en compte de l’environnement dans l’aménagement du territoire.
Trois ZNIEFF de type 1 sont recensées sur la commune :
- les « bois de Gasquignoles et Grand bois » (570 ha), couvrant 3 communes du département[16] ;
- le « causse de Caucalières - Labruguière » (2 478 ha), couvrant 7 communes du département[17] ;
- la « forêt du puech du Fau et du Baile de Sarrettes » (1 110 ha), couvrant 3 communes du département[18] ;

## Urbanisme

### Typologie
Au 1er janvier 2024, Noailhac est catégorisée commune rurale à habitat dispersé, selon la nouvelle grille communale de densité à sept niveaux définie par l'Insee en 2022.
Elle est située hors unité urbaine. Par ailleurs la commune fait partie de l'aire d'attraction de Castres, dont elle est une commune de la couronne,. Cette aire, qui regroupe 55 communes, est catégorisée dans les aires de 50 000 à moins de 200 000 habitants,.

### Occupation des sols
L'occupation des sols de la commune, telle qu'elle ressort de la base de données européenne d’occupation biophysique des sols Corine Land Cover (CLC), est marquée par l'importance des forêts et milieux semi-naturels (54,3 % en 2018), en diminution par rapport à 1990 (56,1 %). La répartition détaillée en 2018 est la suivante : 
forêts (52,2 %), prairies (24,6 %), zones agricoles hétérogènes (19,3 %), milieux à végétation arbustive et/ou herbacée (2 %), zones urbanisées (1,8 %). L'évolution de l’occupation des sols de la commune et de ses infrastructures peut être observée sur les différentes représentations cartographiques du territoire : la carte de Cassini (XVIIIe siècle), la carte d'état-major (1820-1866) et les cartes ou photos aériennes de l'IGN pour la période actuelle (1950 à aujourd'hui).

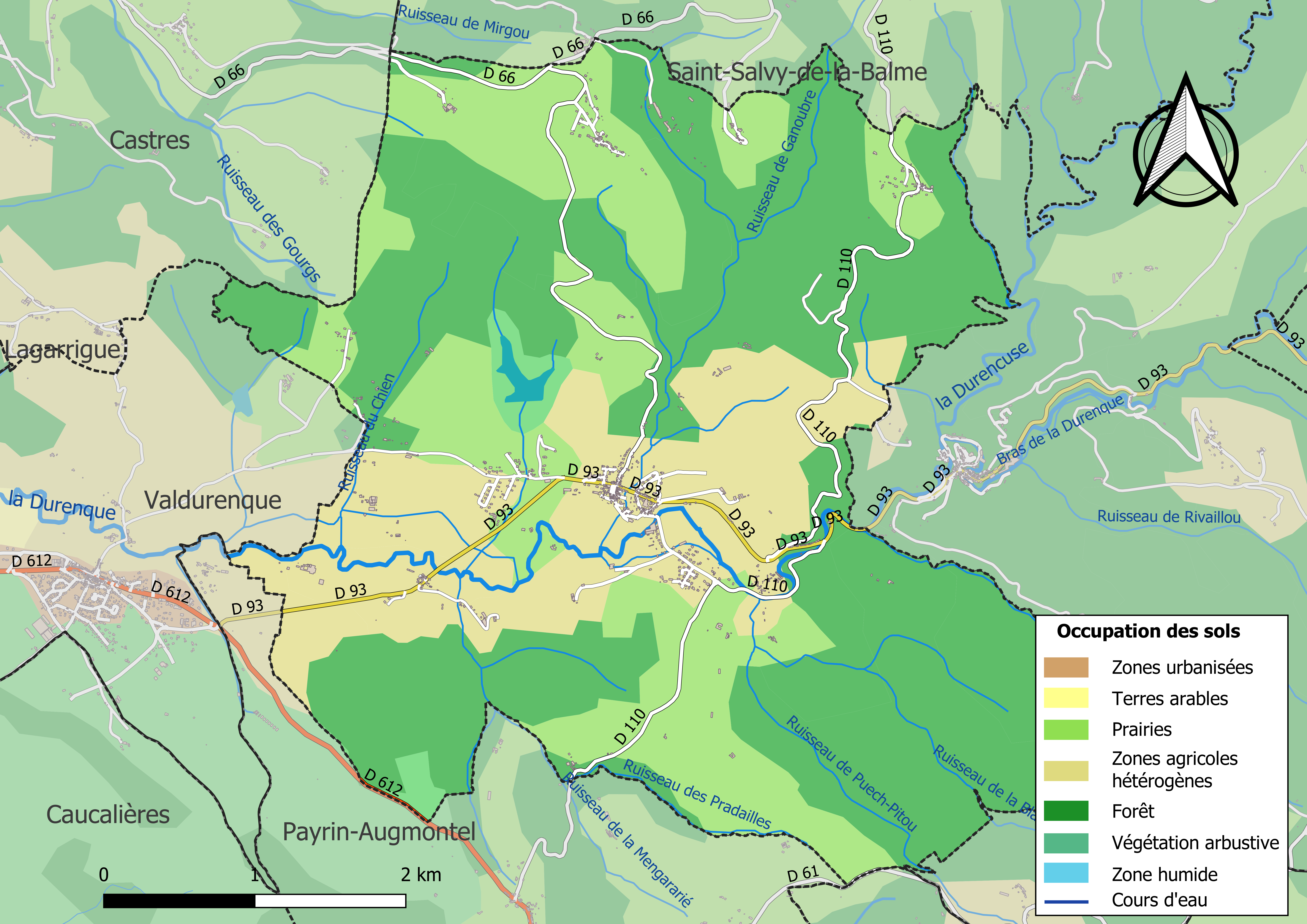
Carte des infrastructures et de l'occupation des sols de la commune en 2018 (CLC).

### Risques majeurs
Le territoire de la commune de Noailhac est vulnérable à différents aléas naturels : météorologiques (tempête, orage, neige, grand froid, canicule ou sécheresse), inondations, feux de forêts, mouvements de terrains et séisme (sismicité très faible). Il est également exposé à un risque technologique,  le transport de matières dangereuses, et à un risque particulier : le risque de radon. Un site publié par le BRGM permet d'évaluer simplement et rapidement les risques d'un bien localisé soit par son adresse soit par le numéro de sa parcelle.

#### Risques naturels
Certaines parties du territoire communal sont susceptibles d’être affectées par le risque d’inondation par débordement de cours d'eau, notamment la Durenque et la Durencuse. La cartographie des zones inondables en ex-Midi-Pyrénées réalisée dans le cadre du XIe Contrat de plan État-région, visant à informer les citoyens et les décideurs sur le risque d’inondation, est accessible sur le site de la DREAL Occitanie. La commune a été reconnue en état de catastrophe naturelle au titre des dommages causés par les inondations et coulées de boue survenues en 1982, 1992, 1999, 2013, 2018, 2019 et 2020,.
Noailhac est exposée au risque de feu de forêt. En 2022, il n'existe pas de Plan de Prévention des Risques incendie de forêt (PPRif). Le débroussaillement aux abords des maisons constitue l’une des meilleures protections pour les particuliers contre le feu,.

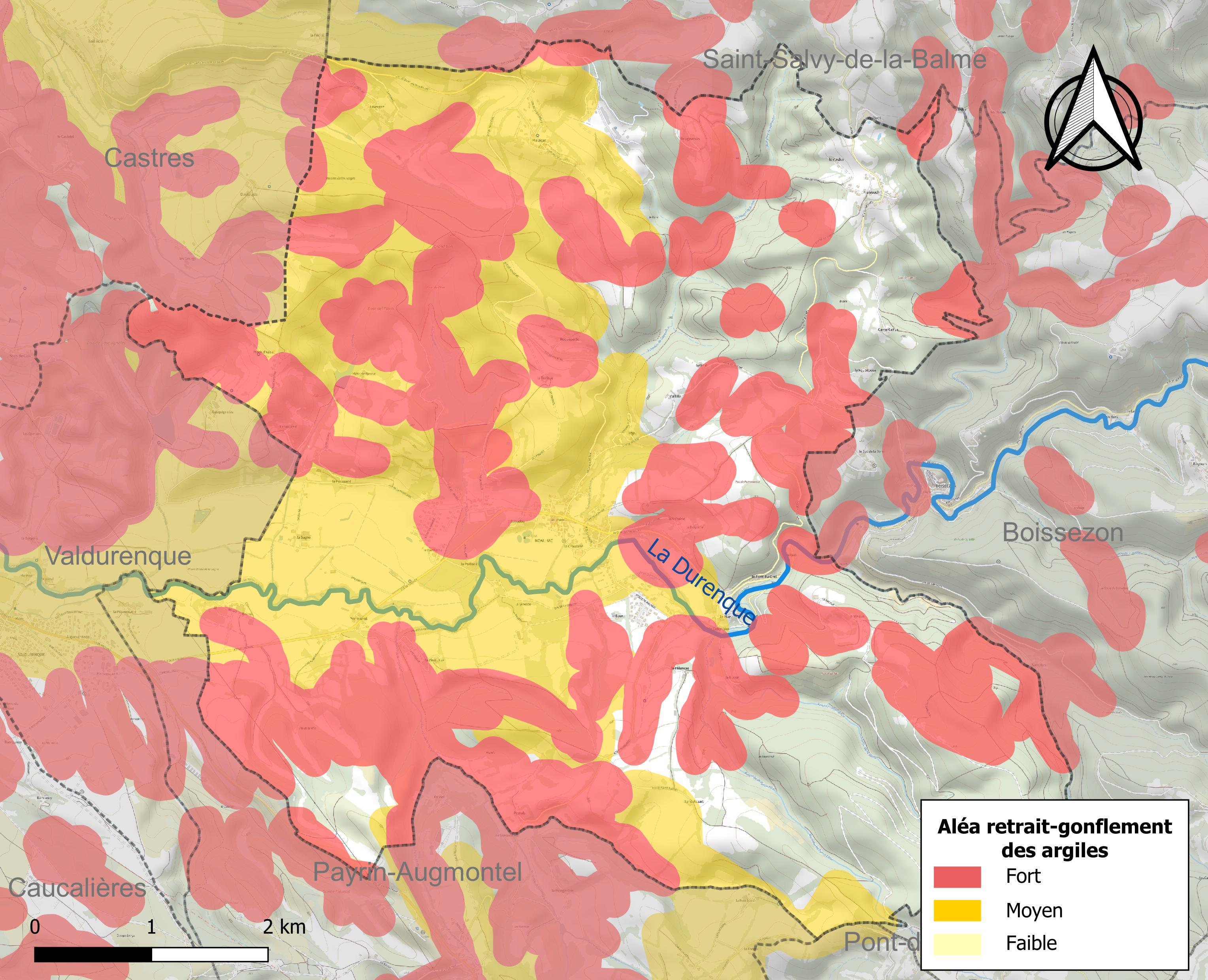
Carte des zones d'aléa retrait-gonflement des sols argileux de Noailhac.

La commune est vulnérable au risque de mouvements de terrains constitué principalement du retrait-gonflement des sols argileux. Cet aléa est susceptible d'engendrer des dommages importants aux bâtiments en cas d’alternance de périodes de sécheresse et de pluie. 71,6 % de la superficie communale est en aléa moyen ou fort (76,3 % au niveau départemental et 48,5 % au niveau national). Sur les 449 bâtiments dénombrés sur la commune en 2019, 366 sont en aléa moyen ou fort, soit 82 %, à comparer aux 90 % au niveau départemental et 54 % au niveau national. Une cartographie de l'exposition du territoire national au retrait gonflement des sols argileux est disponible sur le site du BRGM,.
Par ailleurs, afin de mieux appréhender le risque d’affaissement de terrain, l'inventaire national des cavités souterraines permet de localiser celles situées sur la commune.

#### Risques technologiques
Le risque de transport de matières dangereuses sur la commune est lié à sa traversée par des infrastructures routières ou ferroviaires importantes ou la présence d'une canalisation de transport d'hydrocarbures. Un accident se produisant sur de telles infrastructures est susceptible d’avoir des effets graves sur les biens, les personnes ou l'environnement, selon la nature du matériau transporté. Des dispositions d’urbanisme peuvent être préconisées en conséquence.

#### Risque particulier
Dans plusieurs parties du territoire national, le radon, accumulé dans certains logements ou autres locaux, peut constituer une source significative d’exposition de la population aux rayonnements ionisants. Certaines communes du département sont concernées par le risque radon à un niveau plus ou moins élevé. Selon la classification de 2018, la commune de Noailhac est classée en zone 2, à savoir zone à potentiel radon faible mais sur lesquelles des facteurs géologiques particuliers peuvent faciliter le transfert du radon vers les bâtiments.

## Histoire
Noailhac s'est développé autour de l'église Notre-Dame de Noailhac (classée monument historique en 1972) bâtie au XIIe siècle. Noailhac dépend du couvent bénédictin de Castres (relevant de l'abbaye Saint-Victor de Marseille) jusqu'en 1317, lorsqu'il devient chapitre cathédral. La paroisse a eu deux annexes durant son histoire, Saint-Michel-de-Perrin (ou Payrin, 1569) et Saint-Salvi-de-la-Balme (1682). C'est en 1546 qu'une chapellenie est créée dans l'église, qui fut restaurée au XIXe siècle.
Un premier projet de créer la commune de Noailhac, en 1897-1902, échoue à cause de l'avis défavorable du Conseil d’État. En 1927, le gouvernement passe outre un nouvel avis défavorable et présente le projet de loi. Un an plus tard  la paroisse de Noailhac est enfin érigée en commune aux dépens de Boissezon, en vertu d'une loi du 14 mars (JO du 28 mars 1928).

## Politique et administration
| Période                                  | Période   | Identité        | Étiquette | Qualité |
| ---------------------------------------- | --------- | --------------- | --------- | ------- |
| mars 2014                                | En cours  | Francis Mathieu |           |         |
| mars 2008                                | mars 2014 | Jean-Louis Gau  | PS        |         |
| avant 1988                               | ?         | Gaston Sagnes   |           |         |
| Les données manquantes sont à compléter. |           |                 |           |         |

## Démographie
| 1931 | 1936 | 1946 | 1954 | 1962 | 1968 | 1975 | 1982 | 1990 |
| ---- | ---- | ---- | ---- | ---- | ---- | ---- | ---- | ---- |
| 598  | 596  | 531  | 606  | 613  | 628  | 647  | 650  | 650  |

| 1999 | 2006 | 2007 | 2012 | 2017 | 2022 | - | - | - |
| ---- | ---- | ---- | ---- | ---- | ---- | - | - | - |
| 712  | 796  | 808  | 836  | 853  | 835  | - | - | - |

## Économie

### Revenus
En 2018, la commune compte 379 ménages fiscaux, regroupant 857 personnes. La médiane du revenu disponible par unité de consommation est de 20 840 € (20 400 € dans le département).

### Emploi
|                | 2008  | 2013  | 2018  |
| -------------- | ----- | ----- | ----- |
| Commune        | 7,4 % | 9,1 % | 7,9 % |
| Département    | 8,2 % | 9,9 % | 10 %  |
| France entière | 8,3 % | 10 %  | 10 %  |

En 2018, la population âgée de 15 à 64 ans s'élève à 518 personnes, parmi lesquelles on compte 79 % d'actifs (71,1 % ayant un emploi et 7,9 % de chômeurs) et 21 % d'inactifs,. Depuis 2008, le taux de chômage communal (au sens du recensement) des 15-64 ans est inférieur à celui de la France et du département.
La commune fait partie de la couronne de l'aire d'attraction de Castres, du fait qu'au moins 15 % des actifs travaillent dans le pôle,. Elle compte 103 emplois en 2018, contre 146 en 2013 et 161 en 2008. Le nombre d'actifs ayant un emploi résidant dans la commune est de 372, soit un indicateur de concentration d'emploi de 27,9 % et un taux d'activité parmi les 15 ans ou plus de 59,1 %.
Sur ces 372 actifs de 15 ans ou plus ayant un emploi, 55 travaillent dans la commune, soit 15 % des habitants. Pour se rendre au travail, 93 % des habitants utilisent un véhicule personnel ou de fonction à quatre roues, 1,1 % les transports en commun, 4 % s'y rendent en deux-roues, à vélo ou à pied et 1,9 % n'ont pas besoin de transport (travail au domicile).

### Activités hors agriculture

#### Secteurs d'activités
51 établissements sont implantés  à Noailhac au 31 décembre 2019. Le tableau ci-dessous en détaille le nombre par secteur d'activité et compare les ratios avec ceux du département,.
| Secteur d'activité                                                                                        | Commune | Commune | Département |
| Secteur d'activité                                                                                        | Nombre  | %       | %           |
| --- | ------- | ------- | ----------- |
| Ensemble                                                                                                  | 51      | 100 %   | (100 %)     |
| Industrie manufacturière, industries extractives et autres                                                | 6       | 11,8 %  | (13 %)      |
| Construction                                                                                              | 12      | 23,5 %  | (12,5 %)    |
| Commerce de gros et de détail, transports, hébergement et restauration                                    | 8       | 15,7 %  | (26,7 %)    |
| Information et communication                                                                              | 3       | 5,9 %   | (2,1 %)     |
| Activités financières et d'assurance                                                                      | 1       | 2 %     | (3,3 %)     |
| Activités immobilières                                                                                    | 2       | 3,9 %   | (4,2 %)     |
| Activités spécialisées, scientifiques et techniques et activités de services administratifs et de soutien | 7       | 13,7 %  | (13,8 %)    |
| Administration publique, enseignement, santé humaine et action sociale                                    | 9       | 17,6 %  | (15,5 %)    |
| Autres activités de services                                                                              | 3       | 5,9 %   | (9 %)       |

Le secteur de la construction est prépondérant sur la commune puisqu'il représente 23,5 % du nombre total d'établissements de la commune (12 sur les 51 entreprises implantées  à Noailhac), contre 12,5 % au niveau départemental.

#### Entreprises et commerces
Les deux entreprises ayant leur siège social sur le territoire communal qui génèrent le plus de chiffre d'affaires en 2020 sont : 
- SAS Minage Travaux Publics & Speciaux - MTPS, travaux de terrassement spécialisés ou de grande masse (5 398 k€)
- Maison Gousto, commerce de détail alimentaire sur éventaires et marchés (126 k€)

### Entreprises et commerces
- Une entreprise de menuisierie et
- Une entreprise d'électricité générale
- Une entreprise de plomberie
- Une entreprise de peinture
- Un granitier
- Un hôtel

### Agriculture
|               | 1988  | 2000 | 2010 | 2020 |
| ------------- | ----- | ---- | ---- | ---- |
| Exploitations | 26    | 12   | 7    | 7    |
| SAU (ha)      | 1 088 | 713  | 684  | 639  |

La commune est dans la « plaine de l'Albigeois et du Castrais », une petite région agricole occupant le centre du département du Tarn. En 2020, l'orientation technico-économique de l'agriculture  sur la commune est l'élevage bovin, orientation mixte lait et viande. Sept exploitations agricoles ayant leur siège dans la commune sont dénombrées lors du recensement agricole de 2020 (26 en 1988). La superficie agricole utilisée est de 639 ha,,.

### Associations
- MJC de Noailhac : activités de badminton, football et marche Nordique ;
- Écuries de 4 saisons : activités d'équitation ;
- L'atelier Loisirs Sports Culture : activités de gymnastique, badminton, peinture, théâtre, belote, etc.

## Culture locale et patrimoine

### Lieux et monuments
- Église Notre-Dame-de-l'Assomption de Noailhac[39]. Le Portail Ouest a été inscrit au titre des monuments historiques en 1972[40].
- Château de la Poussarié, grande maison de maître en brique.

### Personnalités liées à la commune

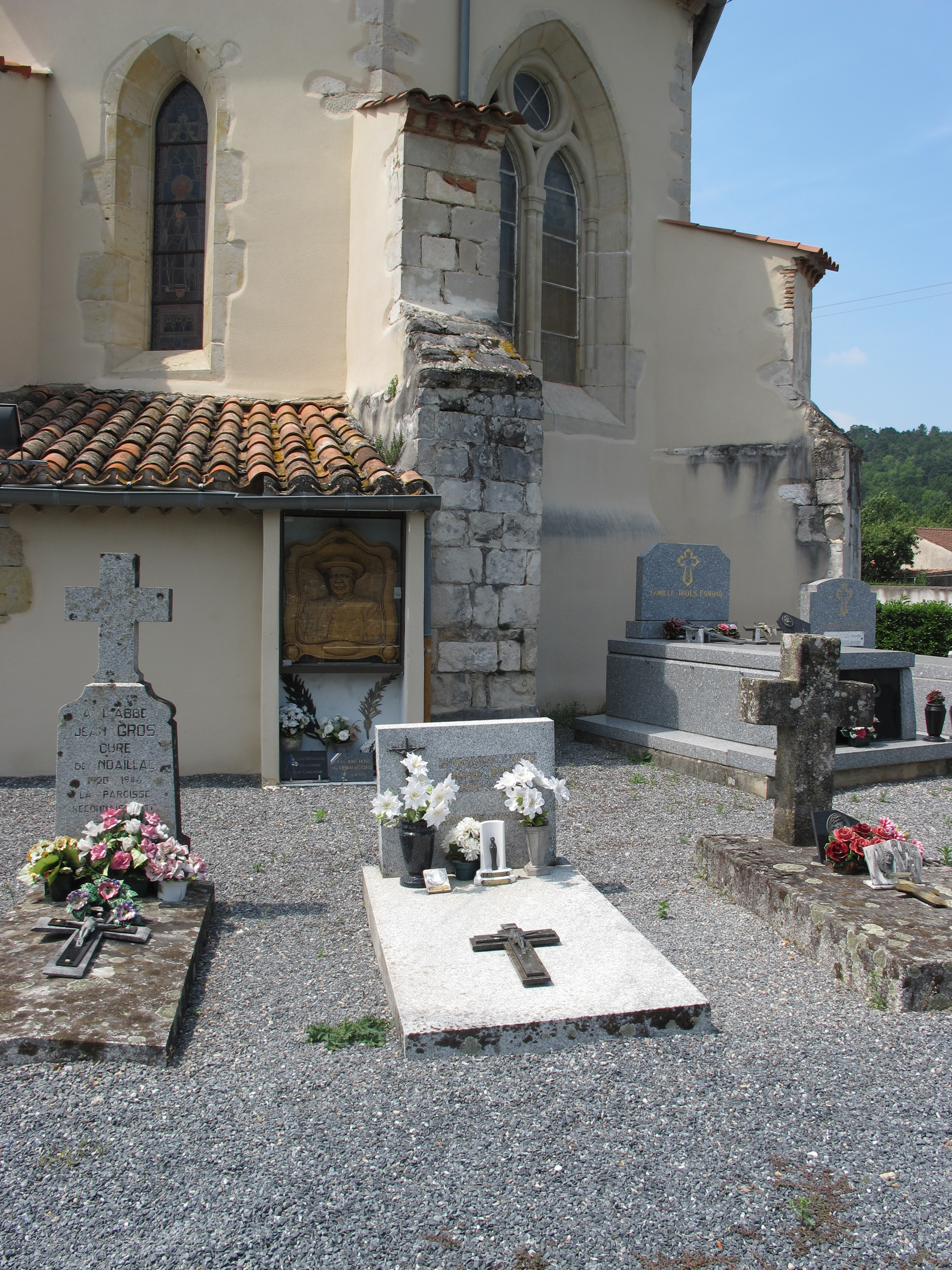
Tombe de l'abbé Pistre situé au chevet de l'église Notre-Dame de Noailhac dans le Tarn. La tombe indique 1980 comme année de décès.

- Abbé Henri Pistre (né en 1900 à Mazamet, mort en 1981 à Noailhac), surnommé « le Pape du rugby », curé de Noailhac de 1946 à sa mort[41].

### Héraldique
| Blason de Noailhac | Blason  | Tiercé en pairle renversé : au 1er de sinople à une hache et à un pic d'argent, tous deux emmanchés d'or et passés en sautoir, au 2e de gueules à une croix cléchée, vidée et pommetée de douze pièces d'or, au 3e d'argent à la divise ondée et abaissée d'azur et à une rose des jardins de gueules, tigée et feuillée de sinople brochant. |
| Blason de Noailhac | Détails | adopté le 4 mars 2021. |